# 1939年のライオン軍
1939年のライオン軍（1939ねんのライオンぐん）では、1939年シーズンのライオン軍の動向をまとめる。
この年のライオン軍は、高田勝生選手兼任監督の2年目（途中就任の1938年を含む）のシーズンである。

## チーム成績

### レギュラーシーズン
| 順位 | 球団           | 勝利 | 敗戦 | 引分 | 勝率 | ゲーム差 |
| ---- | -------------- | ---- | ---- | ---- | ---- | -------- |
| 優勝 | 東京巨人軍     | 66   | 26   | 4    | .717 | -        |
| 2位  | 大阪タイガース | 63   | 30   | 3    | .677 | 3.5      |
| 3位  | 阪急軍         | 58   | 36   | 2    | .617 | 9.0      |
| 4位  | 東京セネタース | 49   | 38   | 9    | .563 | 14.5     |
| 5位  | 南海軍         | 40   | 50   | 6    | .444 | 25.0     |
| 6位  | 名古屋軍       | 38   | 53   | 5    | .418 | 27.5     |
| 7位  | 名古屋金鯱軍   | 36   | 56   | 4    | .391 | 30.0     |
| 8位  | ライオン軍     | 33   | 58   | 5    | .363 | 32.5     |
| 9位  | イーグルス     | 29   | 65   | 2    | .309 | 38.0     |

## できごと
前年の秋から作曲家の山田耕筰を審査員に迎えて懸賞募集を行っていた球団歌「制覇に進む若き獅子」（作詞・八木好美）が完成し、3月18日に後楽園球場で行われた開幕戦の式典中で伊藤久男と中野忠晴、コロムビア・リズムボーイズアンドシスターズの歌唱により発表された。この開幕戦に合わせて球団スポンサーのライオン（小林商店）にとっては競合企業となる中山太陽堂が写真入りの選手名鑑に「クラブ歯磨」の広告を入れて観客に配布していたが、事前にクラブ歯磨の動きを察知したライオンでは極秘裏にスコアボードへの看板広告掲載を進め、球団歌の発表に合わせて両脇に「ライオン歯磨」と大書された新装のスコアボードお披露目を行っている。
投手不足は深刻であり、菊矢・福士が300イニング以上、近藤が200イニング以上投げ、3人だけでシーズンをしのいだ。